# Ranunculus thala
Ranunculus thala är en ranunkelväxtart som beskrevs av Mobayen. Ranunculus thala ingår i släktet ranunkler, och familjen ranunkelväxter. Inga underarter finns listade i Catalogue of Life.